# Alogamia
Alogamia significa uma reprodução em que inclui-se dois gametas advindos de seres com sexo opostos, como por exemplo a reprodução humana, que para gerar um novo ser é necessário que haja a junção do espermatozoide (gameta masculino) e o óvulo (gameta feminino). O oposto da alogamia é autogamia.   
No caso de espécies vegetais significa que a polinização é cruzada, isto é, ocorre a transferência de pólen entre indivíduos diferentes, por exemplo a cultura do milho (Zea mays) é uma planta alógama, onde uma planta ira fecundar a outra, o androceu de uma irá fecundar o gineceu de outra.